# Teorema di Proth
In teoria dei numeri, il teorema di Proth è un test di primalità per i numeri di Proth. 
Il teorema afferma che, se p è un numero di Proth, nella forma k2n + 1 con k dispari e k < 2n, allora se per qualche numero intero a,
{\displaystyle a^{(p-1)/2}\equiv -1{\pmod {p}}}
allora p è primo (ed è chiamato primo di Proth). Questo test è pratico perché se p è primo, qualunque a arbitrariamente scelto ha circa il 50% di probabilità di funzionare.

## Esempi numerici
Alcuni esempi di applicazione del teorema sono:
- per p = 3, 21 + 1 = 3 è divisibile per 3, dunque 3 è primo.
- per p = 5, 32 + 1 = 10 è divisibile per 5, dunque 5 è primo.
- per p = 13, 56 + 1 = 15626  è divisibile per 13, dunque 13 è primo.
- per p = 9, che non è primo, non esiste alcun a tale che a4 + 1 è divisibile per 9.

Alcuni tra i più piccoli numeri primi di Proth sono:
3, 5, 13, 17, 41, 97, 113, 193, 241, 257, 353, 449, 577, 641, 673, 769, 929, 1153
Il più grande numero primo di Proth conosciuto è 10223 · 231172165 + 1, trovato dal progetto di calcolo distribuito PrimeGrid. Ha 9.383.761 cifre ed è il più grande numero primo conosciuto a non essere un primo di Mersenne. 

## Storia
François Proth (1852 - 1879) elaborò il teorema nel 1878 circa.